# Мечеть-медресе султана Баркука
Мечеть-медресе султана Баркука, або Мечеть-медресе-ханка Аз-Захіра Баркука (араб. مسجد ومدرسة وخانقاه الظاهر برقوق) — це релігійний комплекс в Ісламському Каїрі, історичному середньовічному районі столиці Єгипту. Він був зведений за наказом султана Аз-Захіра Баркука як школа для релігійної освіти у чотирьох ісламських правових школах, до складу якої входять мечеть, медресе, мавзолей і ханака. Комплекс будувався у 1384—1386 роках н. е. (786—788 рр. за гіджрою), при цьому купол був доданий останнім. Це була перша архітектурна споруда, зведена під час правління черкеської (Бурджитської) династії Мамлюкського султанату.
Комплекс розташований у традиційному районі на вулиці аль-Муїзз. Разом із комплексом султана Калауна та медресе ан-Насіра Мухаммада, з якими він межує, ця споруда утворює один із найбільших ансамблів монументальної мамлюкської архітектури в Каїрі, у частині вулиці аль-Муїзз, відомій як Бейн аль-Касрейн.

## Покровитель та історичний контекст

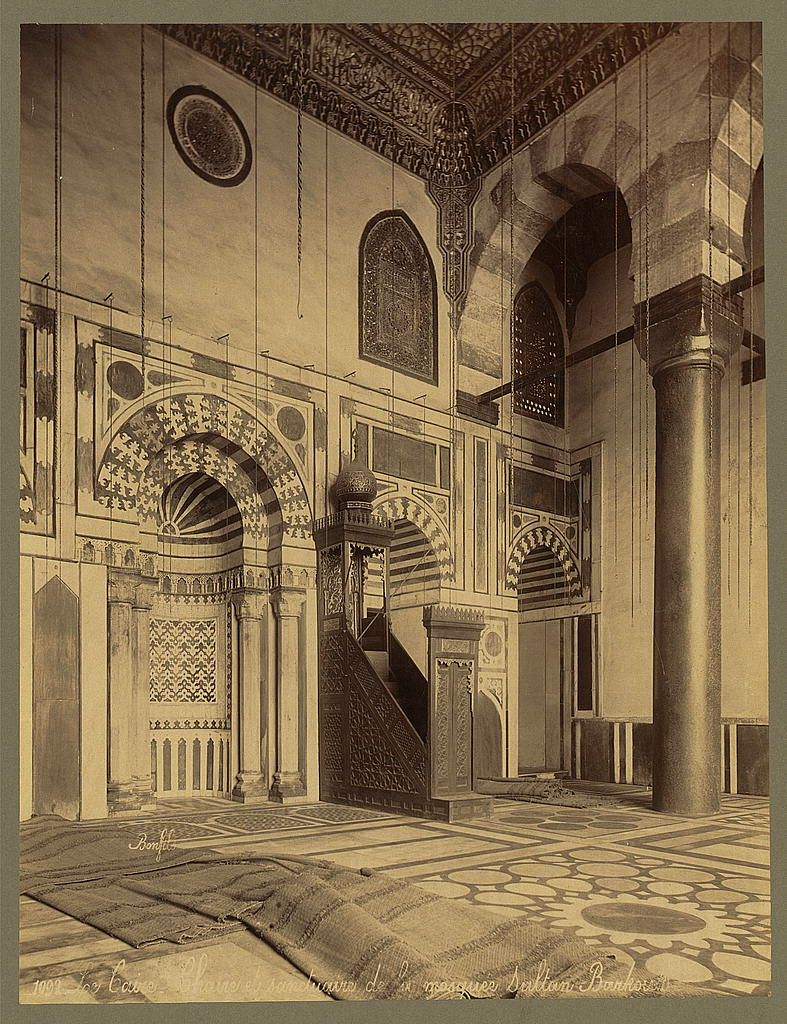
Інтер'єр молитовної площі 1867 року

Аз-Захір Баркук відомий як перший султан Каїра з «Бурджитської» гілки мамлюків. Він був черкеським рабом, купленим мамлюцьким еміром Ялбугою аль-Умарі, який правив Каїром від імені султана Шабана. Як і багато інших мамлюків того часу, Баркук проходив військовий вишкіл в черкеських казармах, розташованих у Каїрській цитаделі. Під заступництвом Ялбуги Баркук набув значного впливу в державі та став ключовою фігурою в період хаосу та внутрішніх конфліктів, що настали після насильницької загибелі спочатку Ялбуги, а потім і султана Шабана. Зрештою, Баркук отримав достатньо підтримки, щоб скинути з трону султана Хаджжі, сина Шабана, який ще був дитиною, і самому посісти престол у 1382 році. Після сходження на трон він переважно набирав до своїх лав мамлюків черкеського походження, і саме ця група домінувала в султанаті аж до його падіння під натиском Османської імперії. Оскільки вони проживали та тренувалися здебільшого в Каїрській цитаделі, їх називали «Бурджитськими» мамлюками, що означає «мамлюки вежі».

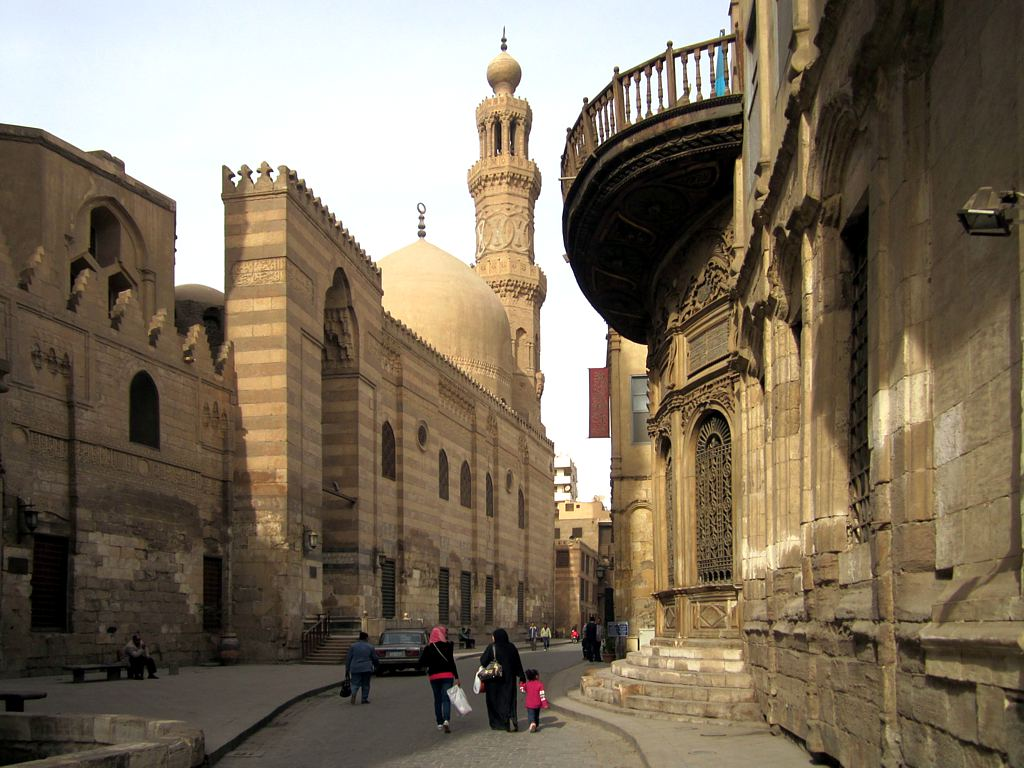
Вид на комплекс Barquq в оточенні вулиці Аль-Муїз

Попри зміну династії, архітектура, яку зводив Баркук, зберігала спадкоємність із попередніми мамлюкськими будівлями. Його комплекс має важливі подібності у формі та плануванні з ранішою, значно більшою релігійною спорудою султана Хасана, хоча компоненти були розміщені по-іншому, щоб відповідати новій локації. Баркук спорудив свій комплекс в одному з найпрестижніших місць Каїра — Бейн аль-Касрейн, названому так через розташовані тут раніше королівські палаци Фатімідського халіфату (які поступово були замінені на релігійні споруди та мавзолеї аюбідських і мамлюкських султанів). Його будівля знаходиться безпосередньо поруч із медресе ан-Насіра Мухаммада та поховальним комплексом султана Калауна (обидва були важливими мамлюкськими султанами минулого), утворюючи довгу неперервну лінію монументальних релігійних споруд уздовж цієї вулиці в самому серці Каїра.
Крім того, бувши частиною Бейн аль-Касрейн (вздовж вулиці Аль-Муїзз), мечеть є невіддільною частиною єгипетського суспільства та повсякденного життя його мешканців. Одним із менш відомих її призначень було використання як притулку для виселених сімей у 1970-х роках. Вулиця, на якій розташована мечеть, надихнула багато мистецьких та літературних творів, найвідомішим з яких є роман «Бейн аль-Касрейн» («Палацова прогулянка») Нагіба Махфуза. Фільм, знятий за мотивами роману, також містить багато кадрів із зображенням мечеті у своєму тлі.

## Будівництво
Будівництво медресе та поховального комплексу Баркука розпочалося у грудні 1384 року (Раджаб 786 за ісламським календарем) і завершилося, згідно з написом на його фасаді, у квітні 1386 року (Рабі I 788). Оскільки місце знаходилося в самому серці Каїра, перед початком будівництва довелося знести деякі наявні споруди, включаючи хан або караван-сарай. Хоча монументи Мамлюків часто будували з використанням примусової праці (наприклад, полонених або підневільних робітників●), у випадку будівництва комплексу Баркука повідомлялося, що використовували лише найманих робітників.
Баркук призначив своїм еміром наглядачем за будівництвом Джаркаса аль-Халілі, а архітектором (відповідальним за проєктування) був Ахмад ат-Тулуні. Ат-Тулуні походив із родини теслярів і каменярів і став одним із небагатьох зодчих того періоду, що досягли великого успіху та визнання. Дві його родички навіть стали дружинами Баркука. Пізніше він збудував для себе мавзолей на Південному кладовищі Каїра. Джаркас аль-Халілі, який також обіймав посаду начальника султанських стаєнь, збудував знаменитий ринок Хан аль-Халілі, що існує й сьогодні.

## Опис

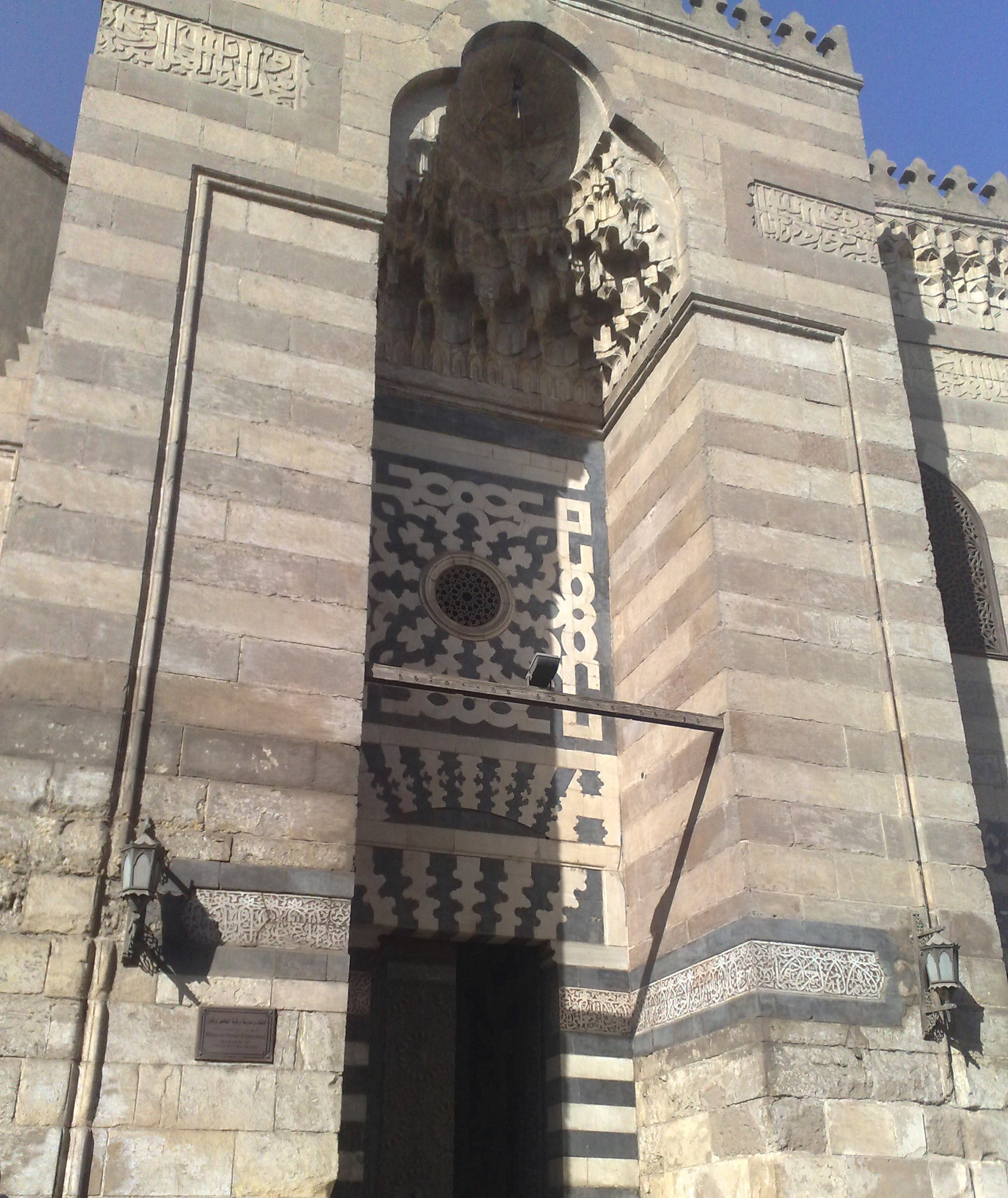
Вхідний портал

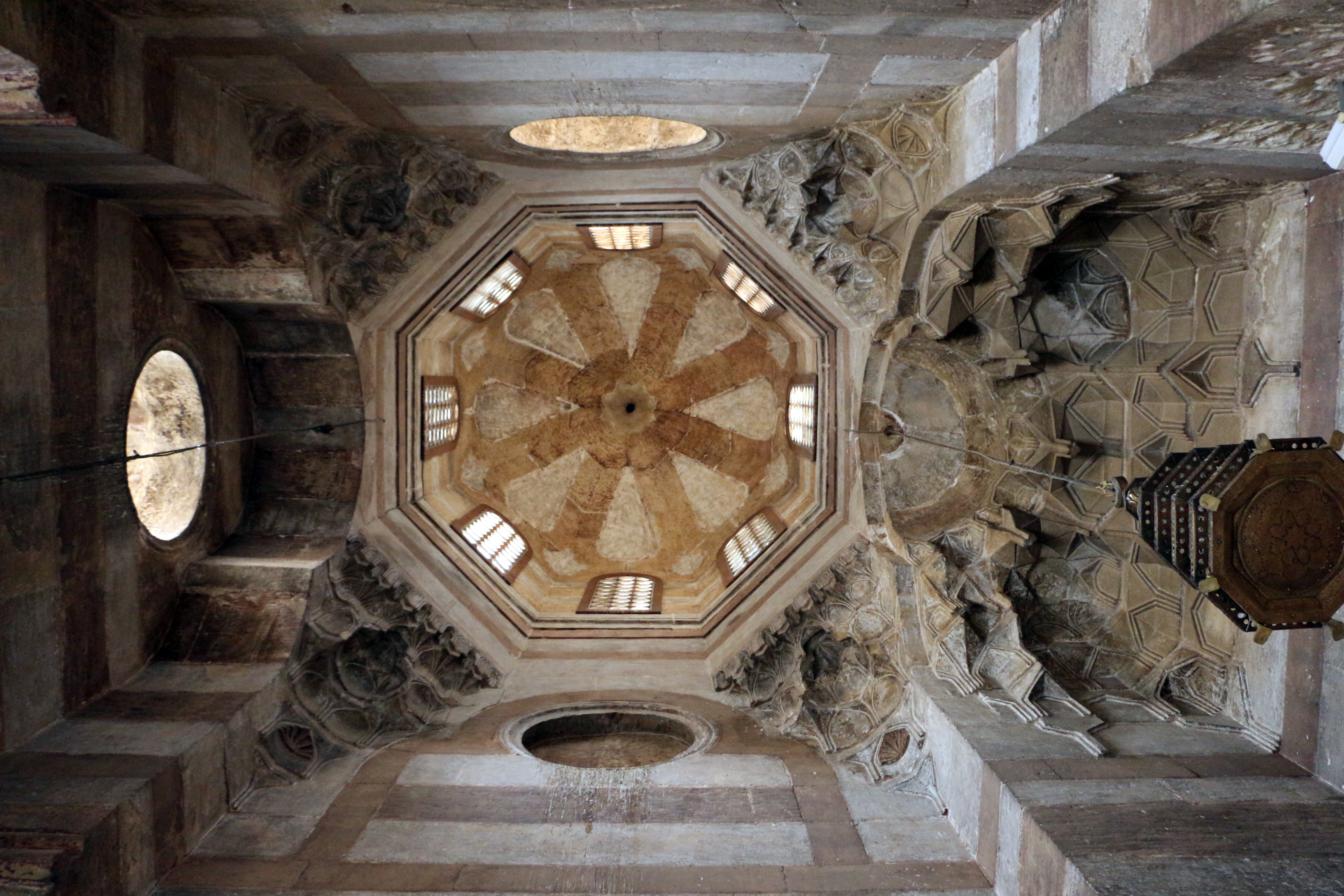
Ліхтар і склепіння над притвором

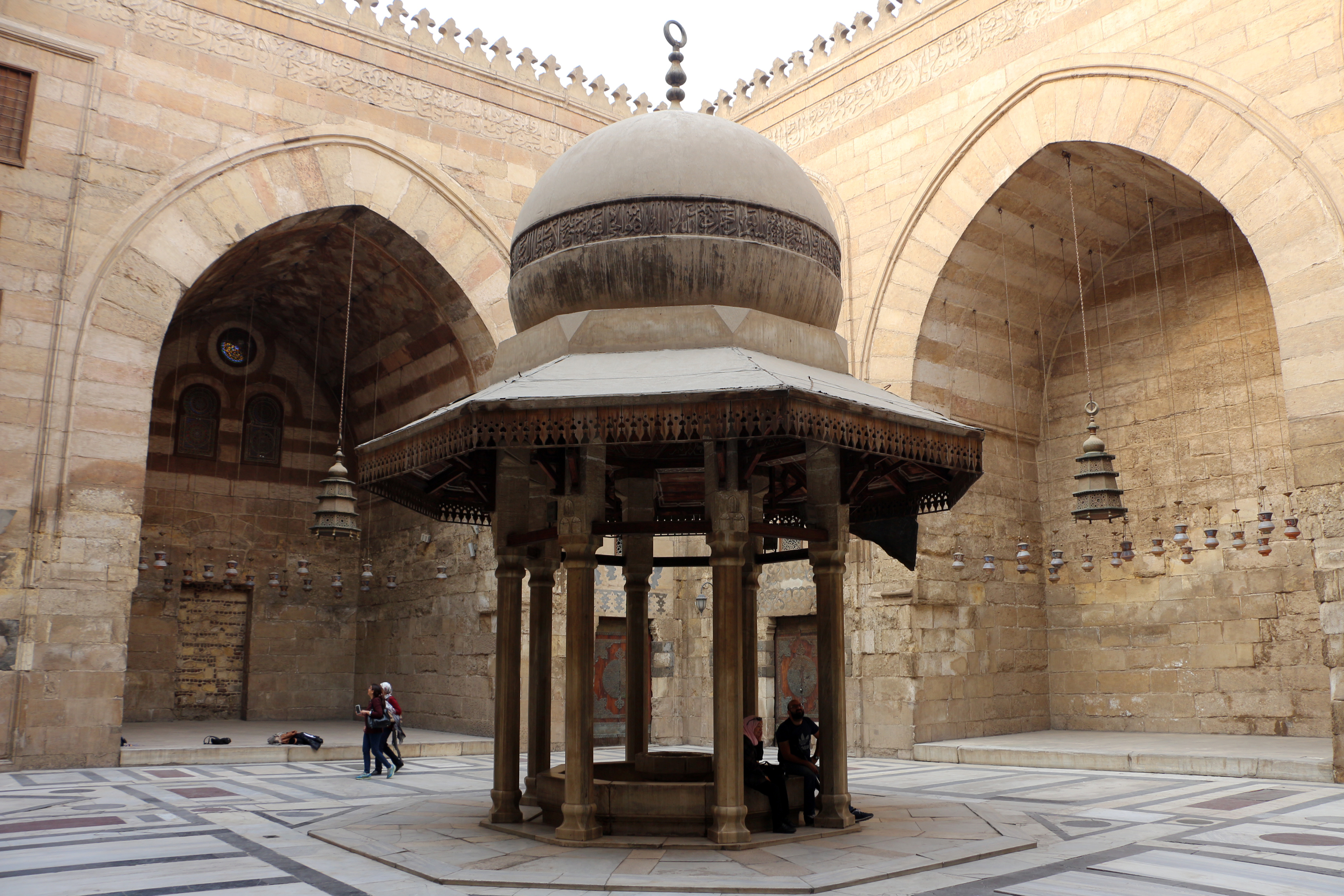
Подвір'я і сабіль

Як і більшість мамлюкських комплексів, релігійний комплекс Баркука виконував кілька функцій одночасно. Вакфний акт заснування свідчить, що до складу комплексу входять п'ятнична мечеть, медресе, де навчали 125 студентів за чотирма сунітськими мазхабами, а також ханака (монастирська господа) для 60 суфіїв. Загальний дизайн і декоративне оформлення нагадують більшу та старішу мечеть-медресе султана Хасана. Будівля також містить мавзолей, купол якого добре видно з вулиці. Після завершення будівництва Баркук переніс до нього останки свого батька. Сам Баркук, однак, побажав бути похованим у новому мавзолеї на Північному кладовищі Каїра, і це бажання здійснив його син Фарадж.
На цій же ділянці розташований особняк Закат Хан, будівництвом якого також керував емір Джаркас аль-Халілі.

### Зовнішній вигляд
Фасад комплексу був ретельно спроєктований, щоб підкреслити його значущість на вулиці, де вже були інші важливі пам'ятки. Мінарет розташований у північному куті та візуально поєднаний із куполом (що є типовою композицією), а в південному куті знаходиться головний вхідний портал, що виступає як горизонтально, так і вертикально (цей елемент відомий як пиштак). Вздовж верхньої частини стіни розміщено засновницький напис, під яким розташований ряд мукарнасів, а ще один напис із Корану знаходиться на нижчому рівні біля входу. Цей напис має незвичайний каліграфічний стиль: верхні лінії літер сплітаються у вузли, що нагадують квіти. Два круглих вікна на фасаді відповідають розташуванню міхрабів медресе та мавзолею.
Вхідний портал веде до оздобленого мукарнасами кам'яного склепіння. Під ним розташована велика панель з інкрустованого мармуру, аналогічна тій, що є у вестибюлі медресе султана Хасана, і, можливо, привезена з Сирії. Бронзові двері порталу оздоблені складними геометричними візерунками, заснованими на 18-кутних і 12-кутних зірках, і містять ще один напис.

### Інтер'єр

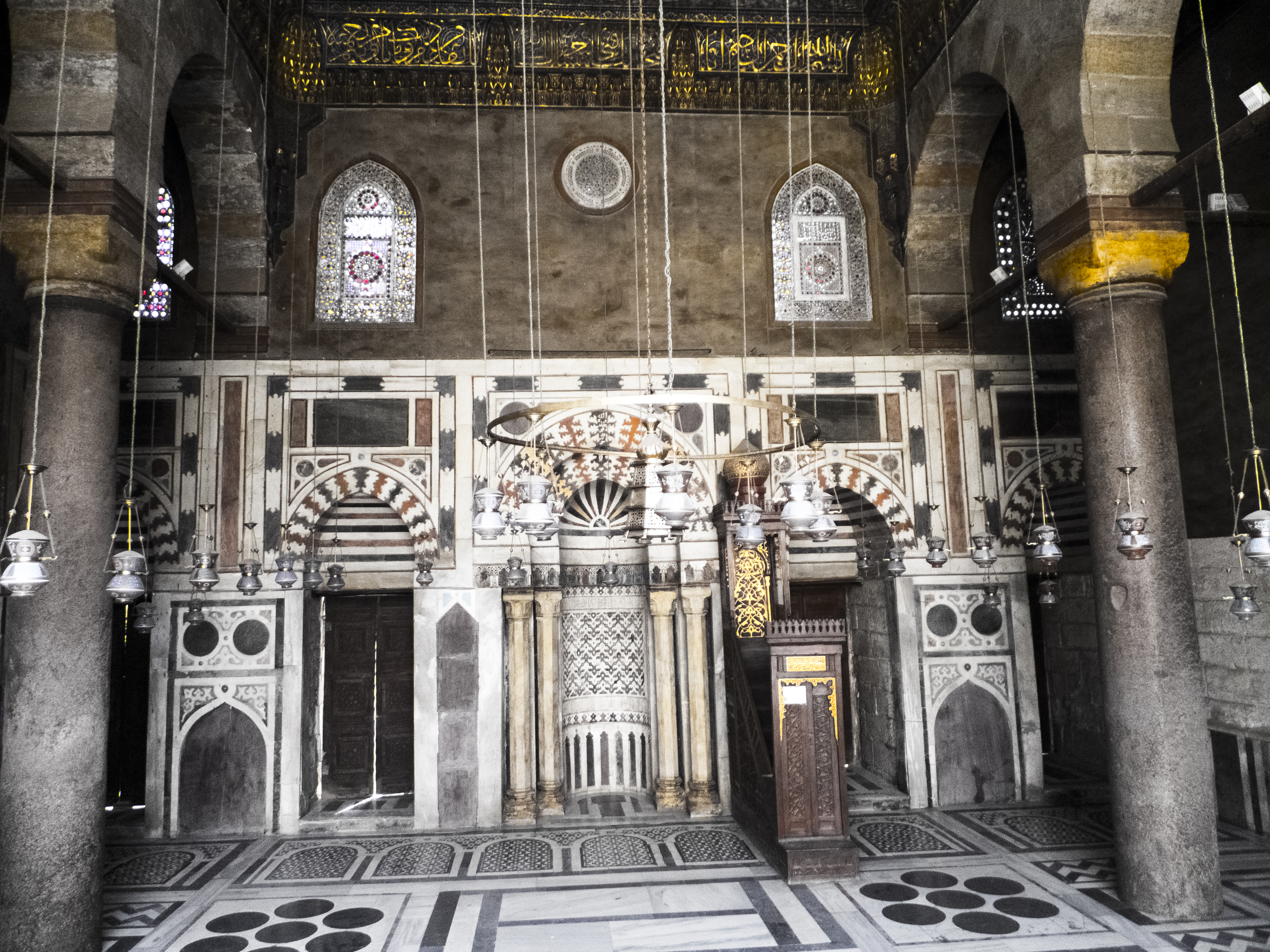
Стіна Кібла з міхрабом посередині

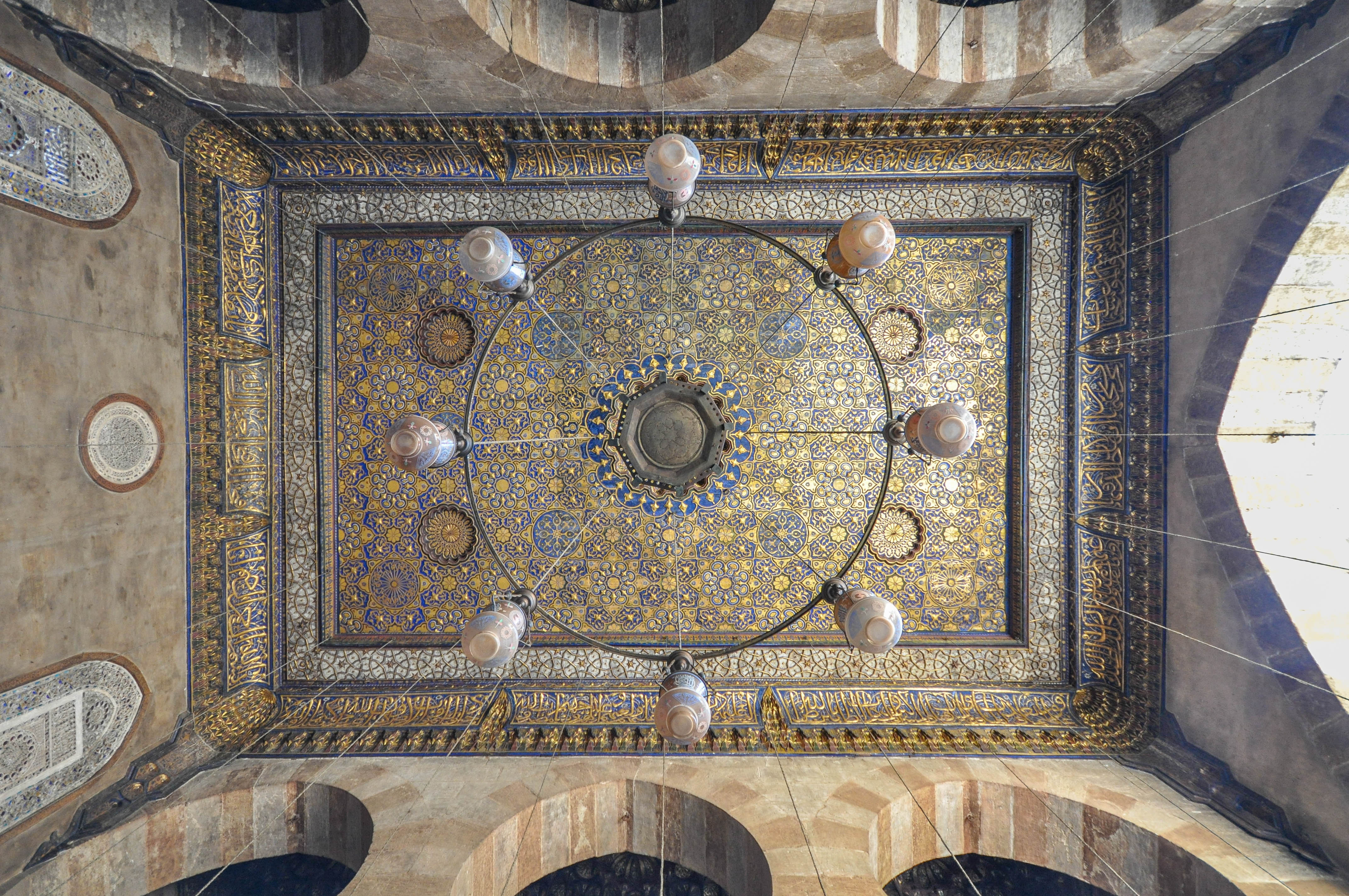
Позолочена дерев'яна стеля святині айван

Вестибюль при вході, як і в медресе султана Хасана, перекритий ліхтарним куполом і має декоративні мукарнаси. Звідси коридор веде до центрального прямокутного подвір'я (сахну), обрамленого чотирма айванами (склепінчастими залами, відкритими з одного боку), що є характерною рисою монументальних медресе того періоду. Стіни прикрашені чергуванням кольорового каменю (техніка аблак). У центрі подвір'я розташований сабіль (фонтан або павільйон для води), який є пізнішим доповненням XIX століття, хоча початково на цьому місці також була якась водойма.
Східний айван (у напрямку кібли) перекритий найбільшим дерев'яним дахом у мамлюкській архітектурі та є головним молитовним залом комплексу. Інші три айвани перекриті кам'яними склепіннями. Основний молитовний зал має базилікальне планування, подібне до того, що зустрічається в медресе комплексу Калауна, з колонами, що підтримують дах. Особливою родзинкою інтер'єру є його розписана та різьблена дерев'яна стеля, виконана в унікальному стилі, який перегукується з мистецтвом книжкової мініатюри того часу.
Підлога та стіна кібли оздоблені мармуровими мозаїками. Незвичайною деталлю є мозаїки у формі міхрабів, розташовані на підлозі біля стіни кібли. Сам міхраб вкритий багатоколірними мармуровими мозаїками й оточений чотирма декоративними колонами, що знову ж таки нагадують міхраб у медресе султана Хасана.
Вікна комплексу мають традиційні гіпсові рамки зі вставками кольорового скла, хоча круглі вікна над міхрабами мають дерев'яні рами. На західному боці будівлі раніше знаходилися кімнати для студентів і суфіїв, але сьогодні ця частина комплексу зруйнована.

### Мавзолей

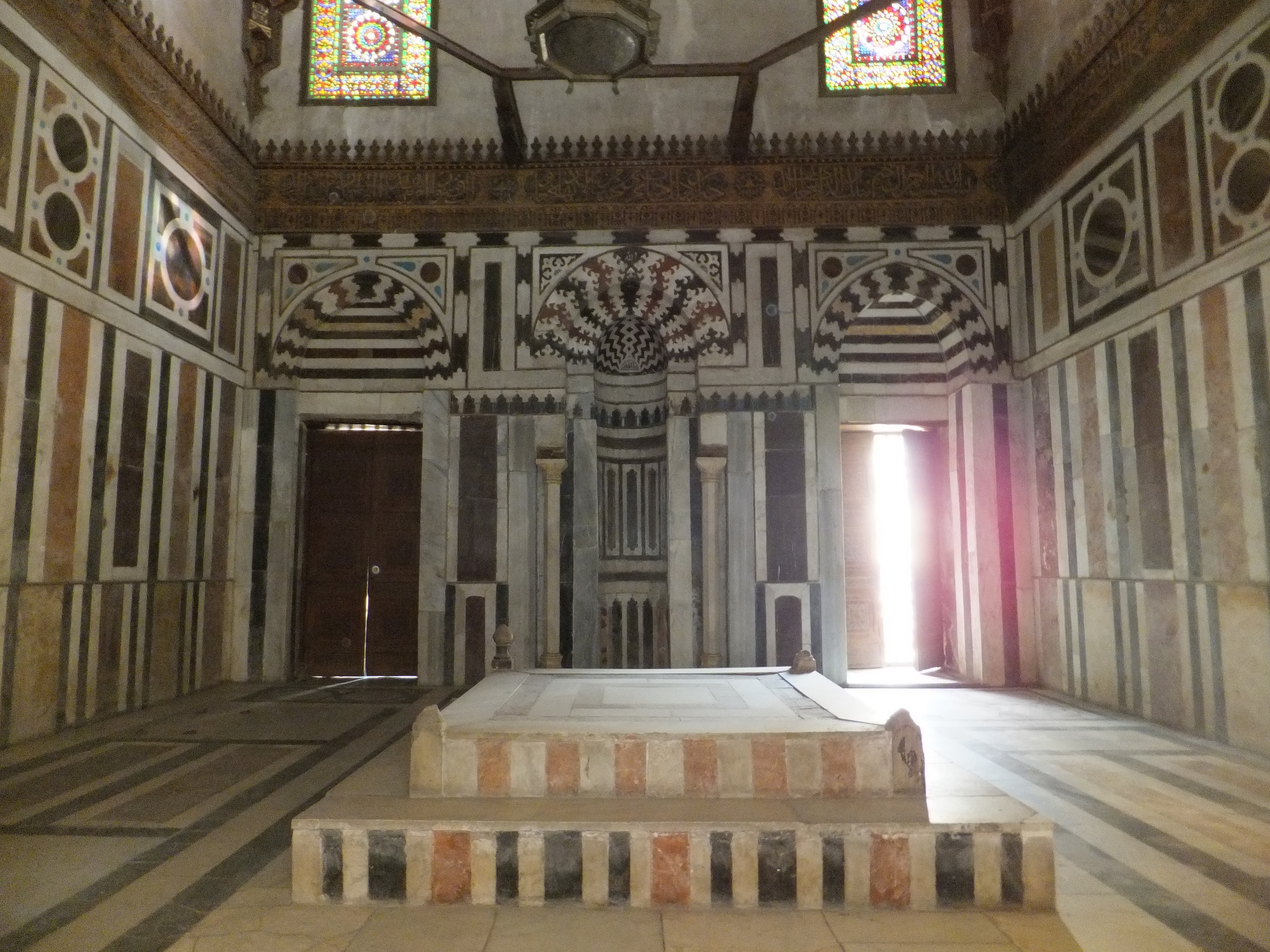
Інтер'єр мавзолею

Прилеглий до молитовного залу з північного боку, але відокремлений стіною, знаходиться мавзолейна камера під куполом. Початково купол був дерев'яним, але у 1893 році його відновили з цегли. Перехід між круглим куполом і квадратною залою забезпечений оригінальними (але реставрованими) дерев'яними пандативами з мукарнасами, оздобленими позолотою, що за якістю нагадує декор стелі молитовного залу. Міхраб і стіна кібли в мавзолеї також оздоблені мармуром, подібно до кібли в головному молитовному залі, але тут міхраб помітно вужчий. Можливо, це зроблено для того, щоб флангові вікна були достатньо широкими для читачів Корану, які могли сидіти в них і читати для перехожих на вулиці. Сам Баркук не був похований тут, але в мавзолеї знаходиться гробниця його доньки Фатіми.

## Консервація та крадіжки
Початково купол був дерев'яним і вкритим свинцем. У 1893 році його довелося перебудувати з цегли. З травня 2013 року по лютий 2014 року Бостонський музей образотворчих мистецтв проводив роботи з консервації дверей мінбару. Також досліджувалося складне різьблення по дереву, характерне для мамлюкського стилю. Було встановлено, що рама дверей виготовлена з алепської сосни, а інкрустація виконана з чорного дерева та слонової кістки. Крім того, з'ясувалося, що пластини зі слонової кістки мають червоне та зелене заповнення. Червоний колір був отриманий із суміші бджолиного воску та гематиту, а зелений — із солей міді. Для датування використовували метод радіовуглецевого аналізу (Carbon-14), який підтвердив, що всі дерев'яні елементи походять ще з XIV–XV століть. Також застосовували рентгенівське сканування для визначення найкращого методу стабілізації конструкції. Оригінальний мінбар мечеті було викрадено ще в XV столітті, після чого його замінили на нинішній. У грудні 2012 та 2013 років мечеть знову стала об'єктом крадіжок — було викрадено значну частину оздоблення мінбару та дверей мечеті.